# Championnats d'Andorre de cyclisme sur route
Les championnats d'Andorre de cyclisme sur route sont les championnats nationaux de cyclisme sur route de la Principauté d'Andorre.

## Hommes

### Course en ligne
| Année | Vainqueur     | Deuxième         | Troisième     |
| ----- | ------------- | ---------------- | ------------- |
| 2014  | Noel Ruiz     | Jesús Monteagudo | Julio Pintado |
| 2015  | Julio Pintado | Guy Díaz         | Julio Moa     |
| 2016  | Guy Díaz      | Òscar Cabanas    | Antoni Casals |
| 2017  | Òscar Cabanas | Julio Pintado    |               |
| 2018  | Jan Missé     | Eladi Sánchez    |               |
| 2019  | Sergi Martín  | Xavier García    | Eladi Sánchez |

### Contre-la-montre
| Année | Vainqueur     | Deuxième        | Troisième              |
| ----- | ------------- | --------------- | ---------------------- |
| 2008  | David Albós   | Miquel Afonso   | Joan Rente             |
| 2009  | David Albós   | David Fernández | Francesco Poujarniscle |
| 2010  | David Albós   | David Fernández | Miquel Alfonso         |
| 2011  | David Albós   | Miquel Afonso   | Guy Díaz               |
| 2012  | David Albós   | Miquel Afonso   | Julio Moa              |
| 2013  | Guy Díaz      | David Albós     | Alain Valls            |
| 2014  | David Albós   | Julio Pintado   |                        |
| 2015  | Julio Pintado | David Albós     | Antoni Casals          |
| 2016  | Òscar Cabanas | Guy Díaz        | Jan Missé              |
| 2017  | Julio Pintado | David Albós     | Guy Díaz               |
| 2018  | Julio Pintado | Jan Missé       |                        |
| 2019  | Òscar Cabanas | Sergi Martín    |                        |

Multi-titrés
- David Albós, Òscar Cabanas